# Michail Katz

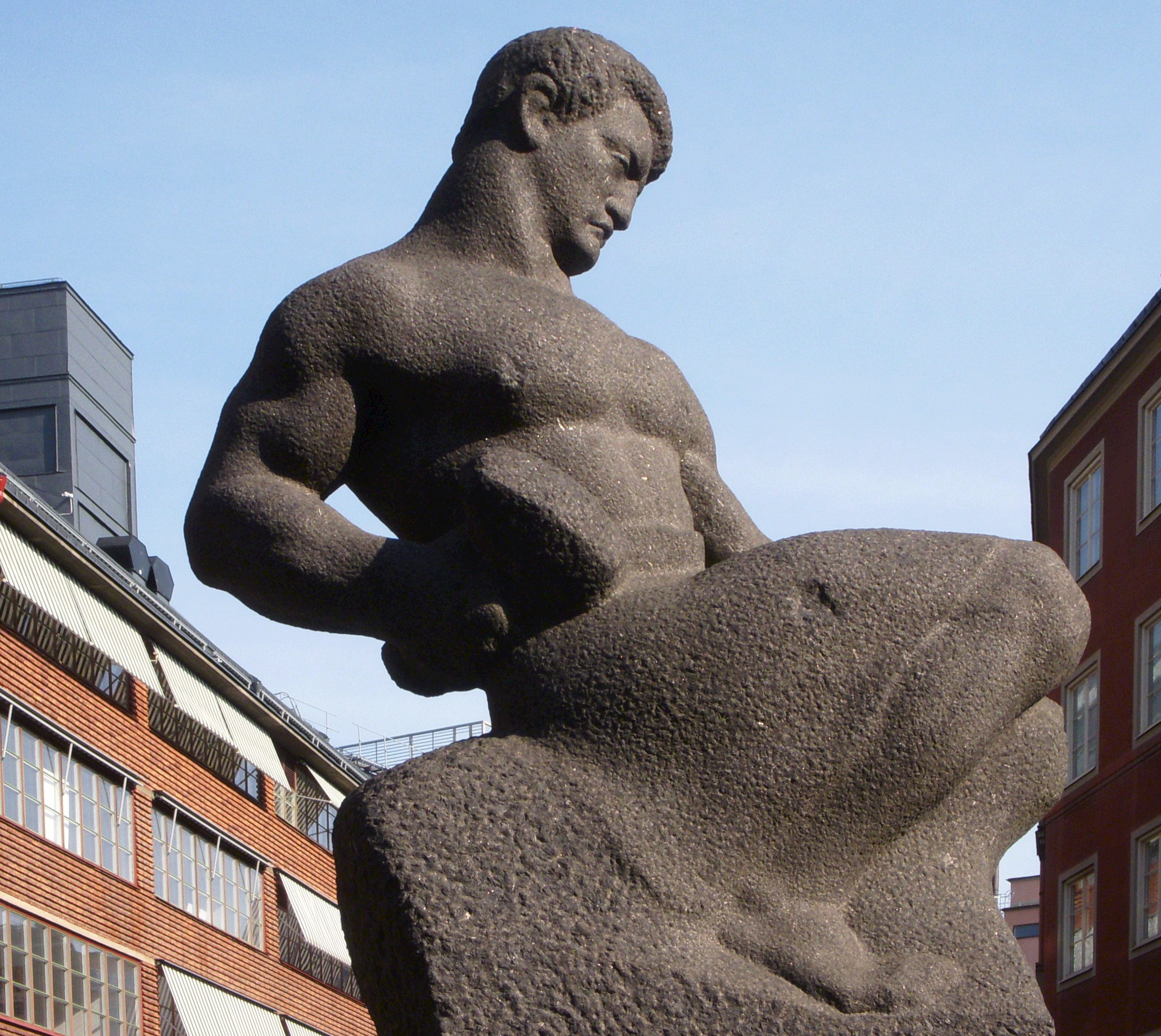
Arbetaren, Hudiksvallsgatan i Stockholm, granit, 1937

Michail Katz, född 27 oktober 1889 i Vologda i Ryssland, död 24 mars 1964 i Veliko Tărnovo i Bulgarien, var en rysk skulptör, verksam och bosatt i Stockholm 1926–1951. 

## Biografi
Michail Katz var son till musikern Jakob Katz. Han utbildade sig först vid konstskolan i Kazan och sedan på konstakademin i Sankt Petersburg fram till 1916. Han gjorde studieresor till Storbritannien och Italien 1912 och till Frankrike och Italien 1916. Han var bosatt i Stockholm 1926–51 och är i Sverige representerad med bland andra skulpturerna Fläkten i Balingsholms park samt Arbetaren utanför Industricentralen vid hörnet Gävlegatan/Hudiksvallsgatan i Stockholm. Arbetaren hade donerats av Industricentralen, som var från början ett industrihotell med olika verksamheter. Verket visar en muskulös man med bar överkropp och en slägga i handen och påminner om de heroiserande skildringar av arbetet som var typiska för Sovjetunionen. En replik finns i Avesta. I Eskilstuna finns två repliker av samma verk; dessa benämns dock Smeden. På Brynäs i Gävle finns ytterligare en replik, benämnd Arbetaren.  En instans av verket finns på ett torg i Öjebyn i Piteå kommun.
Michail Katz var sedan 1955 verksam vid konstakademin i Sofia i Bulgarien, där han blev professor 1963. Han är representerad vid British Museum i London och Konstakademien i Sankt Petersburg samt med ett bronsporträtt av Vatslav Vorovskij på utrikesministeriet i Moskva.

## Offentliga verk i urval
- Smeden/Arbetaren, betong, 1937, korsningen Forsbackavägen/Norbergsvägen, Kolarbyn i Fagersta (kopia av Arbetaren i Stockholm). Ett exemplar av samma skulptur finns på Sjätte Tvärgatan på Brynäs i Gävle[3].